# قلعه حسن‌آباد شجاع
قلعه حسن‌آباد شجاع؛ نام قلعه‌ای تاریخی مربوط به دورهٔ قاجار است و در شهرستان عشق‌آباد، روستای حسن‌آباد شجاع واقع شده و این اثر در تاریخ ۱۶ اسفند ۱۳۸۴ با شمارهٔ ثبت ۱۴۸۴۲ به‌عنوان یکی از آثار ملی ایران به ثبت رسیده است.